# Якубово-Кіселіцьке
Якубово-Кіселіцьке (пол. Jakubowo Kisielickie, нім. Jakobau) — село в Польщі, у гміні Суш Ілавського повіту Вармінсько-Мазурського воєводства.
Населення — 217 осіб (2011).
У 1975-1998 роках село належало до Ельблонзького воєводства.

## Демографія
Демографічна структура станом на 31 березня 2011 року:
|          | Загалом | Допрацездатний вік | Працездатний вік | Постпрацездатний вік |
| -------- | ------- | ------------------ | ---------------- | -------------------- |
| Чоловіки | 111     | 39                 | 64               | 8                    |
| Жінки    | 106     | 35                 | 55               | 16                   |
| Разом    | 217     | 74                 | 119              | 24                   |